# Jörg Böhme
Jörg Böhme (Hohenmölsen, 1974. január 22. –) német válogatott  labdarúgó, jelenleg edző.
A német válogatott tagjaként részt vett a 2002-es világbajnokságon.

## Sikerei, díjai
Schalke 04
- Német kupagyőztes (2): 2000–01, 2001–02